# Sanghaj–Hangcsou maglev vasút
A Sanghaj–Hangcsou maglev vasút (kínai írással:  沪杭磁悬浮交通项目) egy nagyszabású terv volt, melynek során a jelenlegi kínai maglev vonalat, ami Sanghajból vezet a repülőtérre, meghosszabbították volna Hangcsou városig.
2006. február 22-én a kínai kormány úgy döntött, hogy épít egy új vonalat Sanghaj és Hangcsou között. A kivitelező a Siemens AG és a Thyssen Krupp lett volna. 2007. május 26-án Sanghaj város kormánya bejelentette, hogy a projektet felfüggesztették, mert elektromágneses sugárzása lakossági aggodalmakat keltett. A sanghaji kormány később tagadta ezeket a jelentéseket. A vasút a lakóházaktól mindössze 22,5 méter széles védőövezetben haladna, holott a tervekben 150 méter szerepelt. Németországban ez a sáv 300 méter széles.
A teljes hossz 169 kilométeres lett volna, amelyből 64 kilométer Shanghai City-ben és 105 kilométer Csöcsiang tartományában vezetett volna. Négy állomást terveztek: Keleten levő Expo-2010 helyszínnél Sanghajban, délen Sanghaj, Jiaxing, és Kelet-Hangzhou. A tervezett sebesség 450 km/h volt, ami lehetővé tette volna, hogy a vonat a 169 kilométeres távolságot 27 perc alatt megtegye. Az építkezésnek a 2010-es sanghaji világkiállítás megnyitására kellett volna elkészülnie. Azonban a sorozatos csúszások miatt az építkezés nem indult meg. Várható befejezése 2014 volt. A projekt teljes költségvetése 30 milliárd jüan lett volna (4 milliárd USA dollár). Sanghaj szerette volna a vonalat a föld alatt megépíteni, hogy csökkentsék a lakosságban a sugárzás miatt a félelmet, de ehhez kellene a Nemzeti Fejlesztési és Reform Bizottság jóváhagyása is. A programot felfüggesztették, de hivatalosan nem törölték.
Ha elkészült volna, ez a vonal lett volna az első városok közötti mágnesvasút a világon. Jelenleg csak egy közforgalmú maglev vasút létezik, a Sanghaj és Putong nemzetközi repülőtér közötti vonal. Miután 2010 október 26-án megnyílt a Sanghaj–Hangcsou nagysebességű vasútvonal, a terv feleslegessé vált és nem valószínű, hogy megépül.